# Acropyrgus cadeti
Acropyrgus cadeti är en insektsart som beskrevs av Marius Descamps och Wintrebert 1966. Acropyrgus cadeti ingår i släktet Acropyrgus och familjen Pyrgomorphidae. Inga underarter finns listade i Catalogue of Life.